# Antonino Baptista
Antonino Dos Santos Baptista (* 10. März 1933 in Aguada de Cima; † 5. Februar 2013 in Braga) war ein portugiesischer Radrennfahrer und nationaler Meister im Radsport.

## Sportliche Laufbahn
Baptista war im Straßenradsport aktiv. Von 1955 bis 1965 war er Berufsfahrer. 1958 siegte er in den Titelrennen um die nationale Meisterschaft im Straßenrennen vor José Carlos Cardoso Sousa. 1959 gewann er den Titel erneut vor José Da Costa. In der Portugal-Rundfahrt holte er Etappensiege 1958, 1959 und 1963. 1960 war er auf einem Tagesabschnitt der Marokko-Rundfahrt und 1961 bei Porto–Malveire erfolgreich. Porto–Lisboa gewann er 1962. 1964 siegte er im Circuito de Torres Vedras. In der Portugal-Rundfahrt war der zweite Gesamtrang 1960 hinter José Carlos Cardoso Sousa seine beste Platzierung. 1963 gewann er die Sprintwertung.
Die Tour de France fuhr er dreimal. 1958, 1959 und 1960 war er jeweils ausgeschieden. In der Vuelta a España 1958 kam er auf den 36. Rang, 1959 und 1961 war er ausgeschieden.